# Pterolophia devittata
Pterolophia devittata är en skalbaggsart som beskrevs av Aurivillius 1927. Pterolophia devittata ingår i släktet Pterolophia och familjen långhorningar.
Artens utbredningsområde är Filippinerna. Inga underarter finns listade i Catalogue of Life.